# Heterochaeta kumari
Heterochaeta kumari es una especie de mantis de la familia Mantidae.

## Distribución geográfica
Se encuentra en Costa de Marfil, Ghana, Kenia,  Nigeria, Senegal y en Uganda.